# Hannah McLoughlin
Pour les articles homonymes, voir McLoughlin.
Hannah McLoughlin est une joueuse de hockey sur gazon irlandaise évoluant au poste de défenseure au UCD Ladies HC et pour l'équipe nationale irlandaise.

## Biographie
- Naissance le 2 décembre 1999.

## Carrière
Elle a fait partie de l'équipe nationale pour concourir aux Jeux olympiques d'été de 2020 à Tokyo.